# Lesben- und Schwulenverband in Deutschland
Le Lesben- und Schwulenverband in Deutschland en français : « association allemande des gays et lesbiennes », abrégé en LSVD, est la plus grande association des gais et lesbiennes en Allemagne. Elle a son siège à Berlin et son siège social à Cologne. Forte de plus de 4 500 adhérents en 2017 et de plus de 100 organisations adhérentes, elle est présente dans quasiment tous les Länder. Par ailleurs, l'association est reconnue en tant qu'organisation non gouvernementale à valeur de conseil par l'Organisation des Nations unies.

## Projet
Les thèmes importants portés par l'association sont le principe fédéral d'anti-discrimination, l'égalité de traitement des unions civiles en matière d'impôt et de droit de la fonction publique ou encore le droit à l'adoption et au soin dans les mêmes conditions pour le partenaire.
C'est pour cette raison que le LSVD s'engage dans le domaine de la politique anti-discriminatoire au sein de l'Union européenne et des droits de l'homme pour les lesbiennes, les gays, les bisexuels et les personnes transgenres.
En dehors de ce volet politique, le LSVD, sa branche familiale, sa branche sociale et ses groupes de travail ont mené à bien des projets sociaux. Par exemple, ils ont agi contre la violence au travail, aidé à la constitution d'organisations d'immigrés lesbiens et gays comme le groupe de soutien ERMIS, la communauté grecque lesbienne et gay en Allemagne et les familles homoparentales.
En matière de politique migratoire, il y a actuellement des discussions entre la position nationale et celle de la fédération berlinoise à propos de la stratégie à adopter pour sortir de l'homophobie qui touche les immigrés.

## Histoire

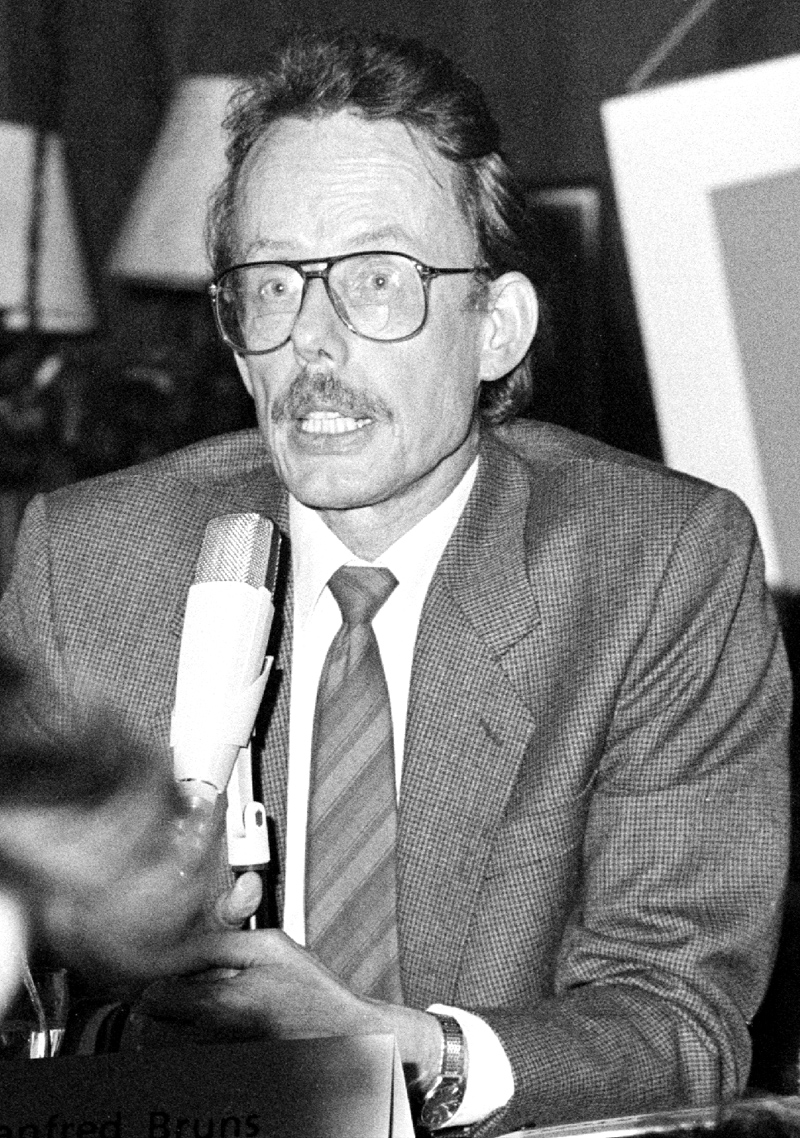
Manfred Bruns en 1986.

L'association est créée le 18 février 1990 à Leipzig par des homosexuels de RDA dont Eduard Stapel (de), et se nomme d'abord Schwulenverband in der DDR(« association des gays en RDA »). Elle se constitue en tant que mouvement pour les droits civils en RDA. Avec l'exigence de devenir active sur l'ensemble du territoire allemand, l'association se renomme "Schwulenverband in Deutschland" le 23 juin 1990 à Magdebourg.
L'association a choisi de recruter Volker Beck, Günter Dworek et Manfred Bruns, qui furent auparavant actifs auprès de l'association fédérale homosexualité (BVH), afin d'atteindre une couverture nationale. Ils furent les premiers militants de l'ouest de l'association.
Pour une partie des adhérents du BVH, l'offre était intéressante car elle permettait de se retrouver autour d'un point plus général dans la poursuite de l'ouverture du mariage aux lesbiennes et aux homosexuels.
Avec l'action du bureau de l'état civil, le SVD a propagé à partir du 19 aout 1992 l'exigence d'une ouverture du mariage aux couples de même sexe dans les médias de masse et a placé le BVH, qui a propagé une politique des formes de vie alternative, à l'écart. En 1997, le BVH est finalement dissous.
En décembre 1998, une initiative de plusieurs lesbiennes dont Halina Bendkowski a été rendue publique, un « appel à toutes les lesbiennes, qui souhaitent une politique du changement pour nos droits au niveau fédéral ». Les signataires ont provoqué ainsi la transformation de la SVD en association gay et lesbienne. En mars 1999, le onzième anniversaire de l'anniversaire à Cologne a décidé à une grande majorité la poursuite de la SVD en tant qu'association allemande des gays et des lesbiennes.
Ainsi, l'association entra en situation de concurrence avec l'association lesbienne Lesbenring, qui tient le mariage des lesbiennes et des gays comme incompatible avec son interprétation du féminisme. Le LSVD et le Lesbenring ont désormais à peu près toujours autant d'adhérentes lesbiennes. Le programme et le statut du LSVD ont été complétés, mais les concepts centraux du programme (l'émancipation, la participation et l'intégration) sont maintenus. Dans le cadre d'un projet de loi pour l'union civile, le LSVD fut entendu lors des auditions décisionnaires du Bundestag et auditionné par la juridiction de la cour suprême. Avec le soutien de nombreuses personnalités à l'« Aktion Ja-Wort » (« Action pour le mot oui »), il a fait campagne auprès des citoyens afin d'obtenir un soutien au premier niveau législatif vers une reconnaissance de l'union civile.
En septembre 2004, le LSVD a organisé une campagne contre certains musiciens de Reggae, qui ont appelé au meurtre les homosexuels dans certaines de leurs chansons. Cette campagne a entraîné l'annulation de beaucoup de concerts en Allemagne.
À partir du 28 février 2005 débute l'action 1:1 du LSVD, qui a consisté en une campagne d'information à propos des désavantages de l'union civile par rapport au mariage homosexuel, comme la différence en matière d'impôts.
Le LSVD exigea l'égalité totale entre les unions civiles et les mariages. Le mot d'ordre fut alors « Gleiche Pflichten, gleiche Rechte. Nur das ist fair! » (« les mêmes devoirs, les mêmes droits. C'est la seule chose juste ! »). Le LSVD a pu là-dessus rallier des hommes politiques et des personnalités publiques à sa cause.
Cette action fut soutenue par d'autres organisations homosexuelles de diverses sensibilités politiques, comme le syndicat Verdi.
Le LSVD a également donné l'impulsion à la décision du Bundestag d'édifier un mémorial de la République fédérale d'Allemagne pour les homosexuels déportés. Il a également été associé aux commissions décisionnelles préparatoires à l'évolution du projet.
Le LSVD soutient par ailleurs le mouvement gay en Pologne.
À la suite de l'action 1:1, le LSVD a poursuivi avec succès en 2009 l'action article 3 qui a permis d'élargir la portée de l'article 3 de la constitution allemande aux homosexuels.

## Partenariats
Le LSVD est une organisation adhérente de l'International Lesbian, Gay, Bisexual, Trans and Intersex Association fondée en 1979 ainsi que du Forum des droits de l'homme (de) et appartient à l'association pour la parité Deutschen Partitätischen Wohlfahrtsverband.

## Mission d'information
Avec Mission: Aufklärung, Le LSVD informe dans le cadre d'un réseau contre la discrimination fondée sur des croyances religieuses sur les dangers et les circonstances de la guérison supposée de l'homosexualité.

## Donation Hirschfeld-Eddy
En juin 2007 à Berlin, la donation Hirschfeld-Eddy est créée en affiliation au LSVD : c'est une donation pour les droits humains des lesbiennes, des gays, des bisexuels et des personnes transgenres,. Son but est de soutenir la lutte pour les droits des personnes LGBT, de soutenir les activités d'ordre international et de défendre les droits de l'homme afin d'aider à la destruction des préjugés.

## Membres célèbres
Parmi les artistes, l'on peut remarquer le dessinateur Ralf König, la comédienne Hella von Sinnen, le réalisateur Rosa von Praunheim.
L'équipe nationale de direction est actuellement constituée de Axel Blumenthal, Julia Borggräfe, Manfred Bruns, Katharina Doumler, Günter Dworek, Annette Hecker, Axel Hochrein, Uta Kehr, Helmut Metzner, Hasso Müller-Kittnau, Martin Pfarr, Uta Schwenke Jacques Teyssier fut, jusqu'à sa mort, le président d'honneur. Jörg Steinert est chargé des affaires sociales dans la fédération Berlin-Brandenburg.